# Ryhill
Ryhill – wieś w Anglii, w hrabstwie ceremonialnym West Yorkshire, w dystrykcie metropolitalnym Wakefield. Leży 23 km na południowy wschód od miasta Leeds i 250 km na północ od Londynu. Miejscowość liczy 2628 mieszkańców.